# Paolo Bertetto
Paolo Bertetto (Torino, 28 agosto 1944) è uno storico del cinema italiano.

## Biografia
Dopo la laurea in Lettere Moderne inizia a scrivere sulla rivista di cinema "Ombre rosse", e pubblica il suo primo libro nel 1970, incentrato sulle teorie del cinema del passato. Successivamente pubblica un'intervista al filosofo francese Félix Guattari, iniziando ad affacciarsi agli studi sul cinema rapportati alla filosofia.
Divenuto ricercatore di cinematografia nel 1979 all'Università di Torino, inizia a tenere seminari sulla materia, continuando a pubblicare e a curare volumi e saggi critici. Diviene docente nel 1987 e fino alla fine degli anni novanta insegna in varie università, quali Paris 8, Sorbona, mentre continua la sua attività di saggista pubblicando nel 1990 un libro sul film Metropolis di Fritz Lang, e in seguito, sullo stesso cineasta, un volume illustrato sugli aspetti della messa in scena del suo cinema nei diversi periodi della carriera. Nello stesso periodo è anche consulente, organizzatore e direttore scientifico del Museo Nazionale del Cinema di Torino.
Nel 2001, in seguito al suo trasferimento d'insegnamento alla Sapienza di Roma aumenta l'attività di saggista, pubblicando libri sull'analisi del film, affrontando i problemi di teoria del cinema, in un rapporto con la filosofia contemporanea (Gilles Deleuze soprattutto) e il pensiero di Nietzsche.
Ha analizzato le forme dell’immagine filmica, affermandone il carattere di simulacro, e la capacità del cinema di produrre concetti e sensazioni, approfondendo in particolare l'idea di eidetico e l'orizzonte dell'intensità. Tra i libri di quest'ultimo periodo: L'interpretazione dei film (2003), Lo specchio e il simulacro (2007), La macchina del cinema (2010) e Il cinema e l'estetica dell'intensità (2016), che racchiude molti saggi (rielaborati), pubblicati precedentemente in svariate riviste e libri.
È anche autore di tre romanzi, un noir Cuore scuro (2008) e due romanzi storici Autunno a Berlino (2011) e Morte dell'anarchico Durruti (DeriveApprodi, 2024). In quest'ultimo racconta, in un romanzo ambientato durante la guerra civile spagnola, della morte dell'anarchico Buenaventura Durruti.

## Pubblicazioni

### Saggi
- Il cinema dell'utopia, Rumma, 1970
- Cinema, fabbrica, avanguardia, Venezia-Padova, Marsilio, 1975
- Alain Resnais, La nuova Italia (Il Castoro Cinema), 1976
- Desiderio e rivoluzione. Intervista a Felix Guattari, Squilibri, 1977
- Fritz Lang. Metropolis, Lindau, 1990
- L'enigma del desiderio. Buñuel, Un chien andalou e L'age d'or, Marsilio, 2001
- Lo specchio e il simulacro. Il cinema nel mondo diventato favola, Bompiani, 2007
- La macchina del cinema, Laterza, 2010
- Introduzione alla storia del cinema, De Agostini Scuola, 2012
- Microfilosofia del cinema, Marsilio, 2014
- Il cinema e l'estetica dell'intensità, Mimesis, 2016

### Narrativa
- Cuore scuro, Piemme, 2008
- Autunno a Berlino, Piemme, 2011
- Morte dell'anarchico Durruti, DeriveApprodi, 2024

## Documentari
- Gli alchimisti del muto, regia di Ramón Alòs Sanchez (2018)